# Эоган I (король Стратклайда)
Эоган (Оуайн) I (гэльск. Eòghann) (погиб в 937 году) — король Стратклайда (не позднее 934—937).

## Биография
Происхождение Эогана I точно не установлено. Средневековые хроники называют его сыном Дональда, однако кто из одноимённых королей Стратклайда — Дональд I или Дональд II — был его отцом, неизвестно. Также существует мнение о идентичности Эогана (Оуайна) с одноимённым королём Гвента, упоминаемым в англосаксонских источниках в 926 или 927 году. Первое достоверное свидетельство о самом Эогане I относится к 934 году, когда он уже был королём Стратклайда. Предполагается, что он взошёл на престол ещё ранее этого года и, возможно, к этому времени правил королевством уже продолжительное время.
В 934 году английский король Этельстан напал на Стратклайд и заставил Эогана I подчиниться своей власти. Однако в 937 году правитель Стратклайда принял участие во вторжении в Англию и участвовал в битве при Брунанбурге, где он и его союзники потерпели поражение. Эоган погиб в этой битве. Ему наследовал его сын Дональд III.